# Ordine reale delle Due Sicilie
L'Ordine reale delle Due Sicilie (talvolta anche riportato come Reale ordine delle Due Sicilie) fu un ordine cavalleresco dinastico-statale del Regno di Napoli (1806-1815), stato preunitario dell'Italia.

## Storia
L'ordine, risalente al periodo dell'occupazione napoleonica, fu istituito da Giuseppe Bonaparte Re di Napoli, il 24 febbraio 1808, come modalità per ricompensare i più valorosi tra coloro che avevano aiutato le truppe napoleoniche nella liberazione del paese, o coloro che avevano reso importanti servigi allo Stato.
L'ordine, originariamente, era suddiviso in tre classi: dignitario, commendatore e cavaliere. Alla rinuncia al trono di Giuseppe, gli succedette Gioacchino Murat (cognato di Napoleone), il quale riformò tra i primi atti l'ordine con un decreto datato 5 novembre 1808, e ancora nel 1811.
Con un decreto del 4 giugno 1815 ad opera di Ferdinando IV d Borbone, quando riprese il proprio trono al crollo del dominio napoleonico nell'Italia meridionale fu ordinata la restituzione dei beni all'Ordine costantiniano di San Giorgio.
Quattro anni più tardi, nel 1819, fu lo stesso Ferdinando IV a sopprimere definitivamente l'istituzione, fondando il Reale e militare ordine di San Giorgio della Riunione.

## Le insegne
|           |              |              |
| Cavaliere | Commendatore | Gran Cordone |

La decorazione consisteva in una stella d'oro a cinque punte, smaltata di rosso (rubino), recante nel recto lo stemma di Napoli, con il motto: Renovata patria, e nel verso quello della Sicilia, attorniato dalla legenda: Joseph Neapoles Siciliarum rex instituit.
In perfetta sintonia con lo stile napoleonico, l'insegna originale era sormontata da un'aquila, ma Ferdinando IV la modificò sostituendo l'aquila con la corona reale, ponendo inoltre nel recto (assieme alle armi di Napoli e Sicilia) la nuova legenda: Ferdinandus Borbonius utriusque Siciliae Rex P.F.A., e nel verso un giglio con le parole: Felicitati restituta X Kal., Jun. MDCCCXV.

## Insigniti notabili
- Gioacchino Murat
- Giuseppe Lechi
- Ferdinando Marescalchi
- Jean Maximilien Lamarque
- Pierre Claude Louis Robert Tascher de La Pagerie
- Domenico Arcaroli
- Gioachino Rossini